# Baba Ana (gmina)
Baba Ana – gmina w Rumunii, w okręgu Prahova. Obejmuje miejscowości Baba Ana, Cireșanu, Condurata, Crângurile i Satu Nou. W 2011 roku liczyła 3894 mieszkańców.